# Zanna Bianca
Zanna Bianca (titolo originale White Fang) è un romanzo dello scrittore statunitense Jack London, che è anche il nome del protagonista eponimo, un lupo ibrido e selvaggio. Pubblicato per la prima volta a puntate tra il maggio e l'ottobre del 1906 sulla rivista Outing, è uno dei più famosi romanzi dell'autore, considerato un classico della letteratura studiato in tutto il mondo.
La storia narrata nel libro ha luogo nello Yukon e nei Territori del Nord-Ovest canadese, durante la mitica Corsa all'oro del Klondike degli anni Novanta del XIX secolo, raccontando dettagliatamente il processo di addomesticamento del lupo con un quarto di sangue di cane, ricavata dalle esperienze avute dallo stesso London.

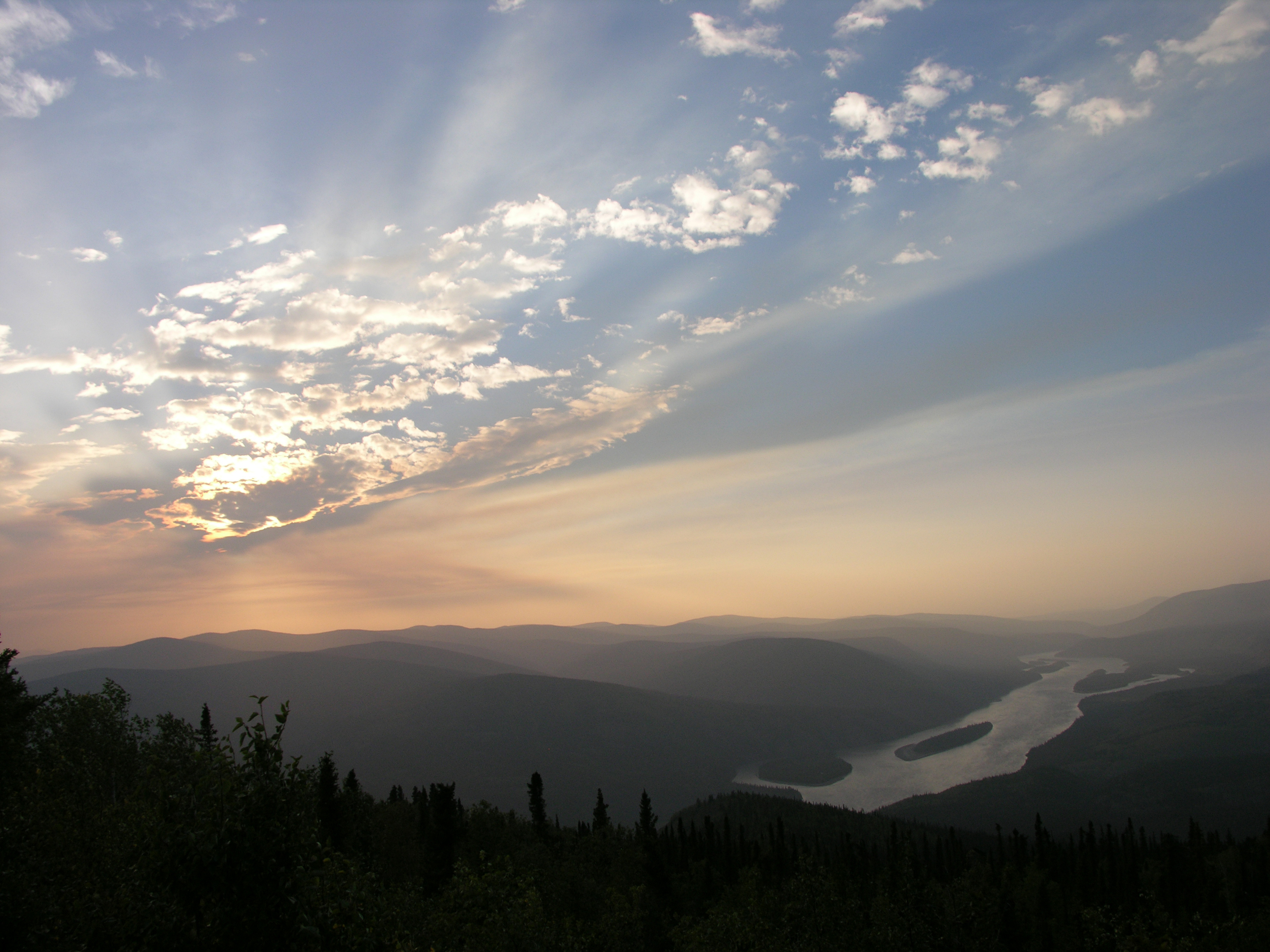
La valle dello Yukon dove è ambientato gran parte del romanzo

Zanna Bianca ha una trama speculare all'altro celebre romanzo di London, Il richiamo della foresta, del quale è "il libro compagno, non il seguito", come scrisse lo stesso autore all'editore Macmillan in una lettera nella quale gli annunciava la composizione del romanzo.
Il romanzo è un esempio dello stile di prosa precisa di London, presentando un uso innovativo della prospettiva narrativa: la maggior parte del romanzo è scritto adottando il punto di vista degli animali, descrivendo il loro modo di vedere il mondo circostante e gli uomini.
Viene descritto dettagliatamente il violento mondo selvaggio, in cui vige la "legge del bastone e della zanna", affiancato subito all'altrettanto violento mondo della cosiddetta civiltà umana.
Zanna Bianca è stato tradotto in moltissime lingue ed ha avuto anche numerose trasposizioni cinematografiche, l'ultima nel 2018.

## Trama
La storia inizia nel 1893 con la tragica avventura di due uomini, Henry e Bill, che cercano di attraversare la foresta con una slitta trainata da sei cani per trasportare il corpo di un morto, per tornare in città dopo un lungo viaggio alla ricerca dell'oro nel Klondike, nella tundra canadese. Ma i due uomini da giorni sono stati seguiti da un branco di lupi affamati guidati da una lupa, che si rivela metà lupa e metà cagna; quando finalmente una squadra di soccorso raggiunge Henry, sia Bill che i cani sono stati divorati. Questa parte della storia dimostra la ferocia del branco, nel quale nascerà il protagonista.
La narrazione segue il branco di lupi, che attraversa il momento della caccia alle alci e quello dei combattimenti tra i maschi per il corteggiamento della lupa cagna; il Guercio, un lupo che possiede solamente l'occhio sinistro per gli innumerevoli combattimenti, la spunta su tutti gli altri contendenti e diventa il suo compagno. Dalla loro unione nascono cinque cuccioli, ma la grave carestia invernale fa strage tra loro, risparmiando solo un lupacchiotto, mentre il Guercio viene ucciso da una lince durante una battuta di caccia. La lupa deve ora procurare da sola il cibo al suo cucciolo, arrivando ad uccidere i piccoli della lince ed anche la lince stessa in una dura lotta.
Ormai abbastanza grande per avventurarsi in giro, durante una delle sue esplorazioni, il piccolo lupo si imbatte in una comitiva di cinque indiani, capitanati da Castoro Grigio, umani che egli vede come degli "dei"; quando la madre lo raggiunge per soccorrerlo, Castoro Grigio la riconosce come Kiche, posseduta da suo fratello e fuggita durante una carestia. Essendo il fratello di Castoro Grigio deceduto, egli si impossessa della madre e del cucciolo, dando a quest'ultimo il nome di Zanna Bianca per le zanne bianchissime e molto rare che possedeva, che dimostrano che il cucciolo abbia un quarto di sangue di cane e sia molto resistente.
Ma l'infanzia di Zanna Bianca al campo indiano è dura: Kiche viene venduta e scompare dalla sua vita. I cani dell'accampamento, vedendolo come un lupo, lo attaccano costantemente; gli uomini lo difendono, ma i cani non lo accettano come loro compagno e il capobranco husky Lip-Lip lo bersaglia in modo particolare. Zanna Bianca cresce quindi sempre più selvaggio, scontroso, solitario e sanguinario. Dovendo stare continuamente all'erta contro ogni tipo di pericolo, le sue abilità predatorie e difensive si sviluppano più del normale; diviene comunque un abile cane da slitta essendo stato addestrato da Mith-Sah, il figlio di Castoro Grigio. Ormai cresciuto, il lupo uccide Lip-lip e diventa lui il capobranco dei cani da slitta.
Quando Zanna Bianca raggiunge l'età di 5 anni (l'età adulta per la sua specie), Castoro Grigio lo porta con sé a Fort Yukon, villaggio di cercatori d'oro e mercanti di pellicce, dove conta di concludere affari vantaggiosi vendendo manufatti ai bianchi cercatori d'oro in arrivo da tutto il mondo. Bellezza Smith (così soprannominato ironicamente per via del suo aspetto raccapricciante), convince con l'inganno Castoro Grigio, ormai ridotto in povertà dall'alcolismo, a vendergli Zanna Bianca. L'uomo bianco, notate le straordinarie doti del lupo, lo tortura a sangue per incattivirlo al massimo e utilizzarlo come cane da combattimento, nel suo lavoro di scommesse clandestine. Zanna Bianca, sfruttato e frustato dall'odiato Smith, sbaraglia tutti i cani che gli vengono posti contro, vincendo anche contro alcuni lupi e una lince, finché a Dawson City (dove Smith si è trasferito) non arriva il primo bulldog, il quale resiste ai terribili attacchi del lupo e riesce a serrare la fortissima mandibola intorno al collo di Zanna Bianca, soffocandolo.
Proprio in quel momento giunge per caso Weedon Scott, un giovane e ricco commerciante californiano; nauseato dalla scena, irrompe nel ring e salva Zanna Bianca, malmenando Beauty Smith e costringendolo a vendergli il lupo, o sarà denunciato.
La parte triste della storia ha fine; nonostante tutti lo credano impossibile, il buon Scott riesce a recuperare Zanna Bianca non solo fisicamente, ma anche caratterialmente: con infinita pazienza, l'uomo riesce a convincere il lupo che al mondo non ci sono solo odio e violenza, ma anche amore e affetto, sentimenti che il lupo scopre per la prima volta. Weedon Scott si era assunto il compito di redimere Zanna Bianca, o piuttosto di redimere l'umanità dal male che aveva fatto a Zanna Bianca. Sentiva che il male fatto al lupo era un debito contratto dall'uomo e che doveva essere pagato. Passa un anno, e per Weedon arriva il momento di tornare a casa, in California; nonostante l'idea fosse quella di lasciarsi alle spalle l'ormai dolce Zanna Bianca, il lupo rompe una finestra della casa in cui era stato rinchiuso e lo raggiunge sul battello, convincendo Scott a portarlo con sé.
In California Zanna Bianca impara la vita in città e le regole della tenuta del giudice Scott, padre di Weedon, dando prova ancora una volta della sua stupenda adattabilità, diventando un perfetto cane da guardia e riuscendo pazientemente a convivere con i cani di casa, la femmina di cane pastore Collie, che si accoppia con lui, e il levriero Dick. La famiglia Scott, all'inizio, non gradisce molto la presenza del lupo e non si abitua subito ad allevarlo, ma ben presto cambierà idea su di lui quando egli li avverte dopo che Scott si è rotto  una gamba, cadendo da cavallo in mezzo ai campi.
Nell'ultimo capitolo, Jim Hall, un pericoloso assassino condannato alla sedia elettrica dal giudice Scott, evade dal carcere e fa irruzione nella tenuta per uccidere il giudice, ma Zanna Bianca interviene e uccide a morsi il criminale, restando però a sua volta ferito da tre spari. Finalmente, per aver dimostrato di essere un animale fedele, Zanna Bianca viene accettato anche dal resto della città per il suo quarto di sangue di cane e non più per quello di lupo.
Contro ogni previsione dei veterinari, Zanna Bianca sopravvive ai proiettili e, al ritorno alla tenuta del giudice, scopre che Collie ha appena dato alla luce sei cuccioli, suoi figli. 
[...] Un cucciolo si mosse sgambettando davanti a lui. [...] Poi i loro nasi si toccarono e lui sentì sul muso la calda linguetta del cucciolo.
[...] Anche gli altri gli si avvicinarono sgambettando [...] e lui, con aria grave, permise loro di arrampicarsi su di lui e di rotolare sulla sua schiena.
[...] Rimase immobile, con gli occhi socchiusi e una luce paziente nello sguardo, sonnecchiando sotto i raggi del sole»
(J. London, Zanna Bianca)

## Personaggi
- Zanna Bianca, il protagonista assoluto del romanzo, è lupo per tre quarti (suo padre Guercio era un lupo purosangue, sua madre Kiche era metà lupa e metà cagna). Come prova di ciò, ha le zanne bianchissime rispetto alle sue due specie, ed è molto resistente, tanto da essere l'unico cucciolo tra i suoi fratelli ad essere sopravvissuto al freddo inverno nel "Wild" (la natura selvaggia artica) delle foreste dell'Alaska. Entrato in contatto con gli umani, che lui vede come degli dei, ed adottato dai nativi americani, la sua infanzia sarà molto tormentata da farlo essere aggressivo con tutti: sua madre, rimasta vedova per colpa di una lince, viene venduta ad un'altra tribù indiana e lui cresce orfano e bersagliato dagli altri cani da slitta del nativo Castoro Grigio, in particolare dal cane alfa Lip Lip, che egli poi riesce ad uccidere in duello. Divenuto adulto, viene venduto ad un cuoco crudele e poco raccomandabile, Beauty Smith, che lo farà combattere con tanti cani per scommesse; Zanna Bianca vincerà, ma soffrendo per il morso dell'ultimo cane che lo soffoca. Tuttavia un amorevole commerciante delle miniere (in Alaska l'oro venne scoperto nel 1898), Weedon Scott, sconfigge Beauty Smith e compra il lupo, così Zanna Bianca perde la sua aggressività grazie a Weedon Scott e diventa affettuoso. Scott lo porta a casa sua in California, dove la sua famiglia e la loro cagna Collie dubitano del lupo, ma dopo che lui li salva da un pericoloso bandito appena fuggito di prigione, lo medicano e lo accettano definitivamente. Zanna Bianca vivrà felice lì e si accoppierà con Collie che dà alla luce una cucciolata.

- Grey Beaver (Castoro Grigio)[3] è un indiano, primo padrone di Zanna Bianca. È ruvido e non mostra affetto per il cane, ma Zanna Bianca si mostra leale nei suoi confronti, rispettandolo per la sua superiorità. Egli si decide a vendere Zanna Bianca a Bellezza Smith solo quando diventa dipendente dall'alcool.

- Beauty Smith[3] è il secondo padrone di Zanna Bianca e principale antagonista del racconto. È un cuoco brutto e malvagio che usa l’alcool per indurre Grey Beaver a vendergli il cane, che in seguito addestra a diventare un feroce cane da combattimento. A seguito di tutto questo, Zanna Bianca lo considera un “dio pazzo”. Quando Scott riesce a prendersi Zanna Bianca, il cuoco tenta di riprenderselo con una catena di ferro e un bastone, ma Zanna Bianca lo attacca brutalmente.

- Weedon Scott, il terzo padrone di Zanna Bianca e protagonista umano della parte allegra del romanzo. È un bravo ragazzo californiano, ricco commerciante ed ispettore governativo delle miniere. Viene in Alaska per lavoro a Dawson City, insieme al suo maggiordomo, e quando, passando per caso, vede il ring dove Zanna Bianca (per aver perso contro il bulldog Cherokee) è picchiato da Bellezza Smith. Furioso, egli ingaggia una lotta furibonda contro Smith, lo sconfigge, compra Zanna Bianca e pone fine alla parte triste della storia. Pian piano, con le sue premure e la sua pazienza, fa capire al lupo che esiste anche l'affetto nei confronti del prossimo, anche degli animali. Riesce, in un anno, ad addolcire Zanna Bianca, e terminato il suo lavoro in Alaska, ritorna in California portando con sé Zanna Bianca, dato che il lupo aveva rotto la finestra dello chalet dove era stato chiuso ed aveva raggiunto Scott sul battello. In California fa conoscere il lupo alla sua famiglia e ai loro cani, Collie e Dick, e quando Zanna Bianca difende lui e suo padre, il giudice Scott, dal criminale Jim Hall, anche il resto della città, che per molto tempo aveva osteggiato il lupo, lo accetta.

- Kiche è la madre di Zanna Bianca; quando all'inizio Zanna Bianca si comportava male, gli dava una zampata sul naso, e lo azzannava solo quando Zanna Bianca diventò più grande. Quando Zanna Bianca e Kiche andarono con gli indiani, Kiche gli fu portata via. Zanna Bianca deve molto alla madre, avendogli insegnato molte cose e avendolo aiutato quando era in pericolo. Quando Zanna Bianca rivide sua madre Kiche e gli andò incontro, però, lei gli ringhiò contro, poiché aveva avuto un'altra cucciolata.
- Collie un cane da pastore scozzese abitante della tenuta Scott. È l'ultima ad accettare Zanna Bianca, continuando a trattarlo come una minaccia, tuttavia, a poco a poco, anche la sua ostilità si placa fino a che i due non si accoppiano, facendole dare alla luce, qualche tempo dopo, una cucciolata.

## Adattamenti cinematografici
- 1946: Zanna Bianca, regia di Aleksandr Michajlovič Zguridi.
- 1973: Zanna Bianca, regia di Lucio Fulci con Franco Nero, Virna Lisi e Fernando Rey.
- 1974: Il ritorno di Zanna Bianca, regia di Lucio Fulci con Franco Nero, Virna Lisi e John Steiner, sequel del film del 1973.
- 1974: Zanna Bianca alla riscossa, regia di Tonino Ricci con Maurizio Merli, Gisela Hahn e Henry Silva.
- 1974: I figli di Zanna Bianca, regia di Maurizio Pradeaux con Sal Borgese, Ileana Rigano e Peter Fabian.
- 1975: Zanna Bianca e il cacciatore solitario di Alfonso Brescia con Robert Woods, Ignazio Spalla e Malisa Longo.
- 1977: Zanna Bianca e il grande Kid, regia di Vito Bruschini con Gordon Mitchell, Lea Lander e Tony Kendall.
- 1991: Zanna Bianca - Un piccolo grande lupo (White Fang) di Randal Kleiser con Klaus Maria Brandauer, Ethan Hawke e Seymour Cassel.
- 1994: La leggenda di Zanna Bianca (White Fang 2: Myth of the White Wolf) di Ken Olin con Scott Bairstow, Ethan Hawke e Alfred Molina, sequel del film del 1991.
- 2018: Zanna Bianca (Croc-Blanc) di Alexandre Espigares, film di animazione sceneggiato da Philippe Lioret e Serge Frydman.

## Adattamenti televisivi
- 1993: Zanna Bianca (White Fang).

## Edizioni italiane
- Zanna Bianca, traduzione di Gian Dàuli, Milano, Modernissima, 1925. - Cavallotti, Milano, 1948.
- Zanna Bianca, traduzione di Gastone Rossi, Milano, Sonzogno, 1928.
- Zanna Bianca, traduzione di Esa Cugini, Sesto S. Giovanni, Barion, 1930. - Vallecchi, 1932.
- Zanna Bianca, traduzione di Quirino Maffi, Milano, Bietti, 1932.
- Zanna Bianca, traduzione di Dora Mangold Favilli, Milano, Mursia, 1946.
- Zanna Bianca, traduzione di Aurelia Nutini, Firenze, Marzocco, 1949.
- Zanna Bianca, traduzione di Beatrice Boffito, BUR, Milano, Rizzoli, 1955.
- Zanna Bianca, traduzione di Bruno Paltrinieri, Milano, Fabbri Editori, 1955.
- Zanna Bianca, traduzione di Laura Ferajorni Guicciardi, Roma, San Paolo Edizioni, 1966.
- Zanna Bianca, traduzione di M. Renon Riccabella, Vannini, 1969.
- Zanna Bianca, traduzione di A. Wolf Belfiore, Milano, Garzanti, 1973.
- Zanna Bianca, traduzione di Bianca Zannesi, Collezione I Libri Pocket, Milano, Longanesi, 1974.
- Zanna Bianca, traduzione di Gino Scerrato, Roma, Newton, 1976.
- Zanna Bianca, traduzione di Anna Banti, Firenze, Giunti, 1981.
- Zanna Bianca, traduzione di P. Pieroni, Bulgarini, 1989.
- Zanna Bianca, traduzione di Valentina Beggio e Carlo Biguzzi, Novara, De Agostini, 1989.
- Zanna Bianca, traduzione di Ilva Tron, Milano, Mondadori, 1990.
- Zanna Bianca, traduzione di T. R. Cardi, Milano, TEA, 1991. - Salani, Milano, 2017.
- Zanna Bianca, traduzione di L. Cangemi, Collezione I Classici del battello a vapore, Casale Monferrato, Piemme, 2001.
- Zanna Bianca, traduzione di A. Patete, Massari, 2002.
- Zanna Bianca, traduzione di Luca Lamberti (i.e., Anonima redazionale), Torino, Einaudi, 2008.
- Zanna Bianca, traduzione di A. Vezzi, Gingko Edizioni, 2010.
- Zanna Bianca, traduzione e cura di Davide Sapienza, Collana Universale Economica, Milano, Feltrinelli, 2014. - Nuova ed. ampliata, nota storica di Mario Maffi, UEF.I Classici, Feltrinelli, 2019, ISBN 978-88-079-0334-2.
- Zanna Bianca, traduzione di E. Pellini, Edizioni Clandestine, 2017.
- Zanna Bianca, traduzione di Anna Banti, Capolavori per ragazzi.